# 9423 Abt
9423 Abt (1996 AT7) là một tiểu hành tinh vành đai chính được phát hiện ngày 12 tháng 1 năm 1996 bởi Spacewatch ở Kitt Peak.